# زدنکا پودکاپووا
زدنکا پودکاپووا (انگلیسی: Zdeňka Podkapová؛ زاده ۶ اوت ۱۹۷۷) یک مانکن اهل کشور جمهوری چک است.